# Roy Mustang
Roy Mustang (ロイ マスタング; Roi Maszutangu; Hepburn: Roi Masutangu) Arakava Hiromu Fullmetal Alchemist című mangájának és a belőle készült animének egyik főszereplője. A sorozatban Mustang egy állami alkimista és az amestrisi hadsereg ezredese, egyúttal a főszereplő, Edward Elric felettese is. Mustang alkimista neve – amelyet az állami titulus megszerzése után kapott – a Láng Alkimista, ennek megfelelően egy csettintéssel képes lángokat létrehozni. Legfőbb célja az, hogy az állam élére kerüljön és megszerezze a Führeri címet. A történet előrehaladtával azonban mégis úgy dönt, hogy inkább megdönti a katonai államot, és egy demokráciát hoz létre a helyén. Ehhez igénybe veszi több barátja segítségét, így Maes Hughes-szét is, akit azonban később meggyilkolnak az államot háttérből irányító homunkuluszok. Ezután Edward és Alphonse Elric, valamint a megbízható bajtársai élére állva puccsot hajt végre, és átveszi az állam vezetését. Ám végül nem ő, hanem egyik szövetségese, Grumman altábornagy lesz a Führer. Roy az animén és mangán kívül megjelenik Inoue Makoto több light noveljében is, az OVA-kban és a Fullmetal Alchemist-videójátékokban is. A 2017-es élőszereplős mozifilmben Dean Fujioka alakítja.

## A szereplő megalkotása és az alapelgondolás
A Fullmetal Alchemist manga közzététele előtt Arakava már eltervezte, hogy Mustang és katonái meg fognak küzdeni az egyik homunkulusszal, Bujával. Úgy akarta, hogy a harcjelent Mustang egyik leghatásosabb küzdelme legyen a sorozatban, így úgy döntött, nyugodtabb jelenetekbe helyezi a harc előtt. Mivel a Bujával való küzdelme előtt csupán egy fontosabb jelentben szerepelt, több kritika is érte Mustang megjelenéseit, és Arakava úgy döntött, még egy fontos jelenetet iktat be a fontos harc előtt. Ennek eredménye lett az a mellékszál, ahol Maria Ross hadnagyot vádolják meg Maes Hughes alezredes megölésével, és Mustangnak kell közbeavatkoznia, hogy megmentse a nőt a kivégzéstől. Amikor King Bradley Führerről kiderül, hogy homunkulusz és az ellenségek egyike, Arakava fontosnak érezte kihangsúlyozni a két karakter közötti különbségeket a beosztottjaikon keresztül. Míg Bradley könnyű szívvel áldozza fel őket, addig Mustang ragaszkodik hozzájuk. Mivel a sorozatban fontos szerepet tölt be, Arakavának igen nagy gondot okozott a szereplő lerajzolása, és bizonytalan az eredményeket illetően. Amikor az első guidebook megjelent a sorozathoz, Arakava igen meglepődött a Mustangot szerepeltető sok kép láttán. Ezt annak tulajdonította, hogy Mustang egy olyan szereplő, „akivel könnyű szórakozni.”
Az első animefeldolgozásban a japán hangja Ókava Tóru volt, míg a második animében Miki Sinicsiró. Az angol nyelvű változatban Travis Willingham, a magyar nyelvű változatban pedig Hujber Ferenc kölcsönözte neki a hangját.
Keresztneve, Roy nem csak egy egyszerű angol név, de egyúttal a királyi tisztség régi francia neve is. Vezetéknevét egy harci járműről kapta, mint Arakava sok más szereplője. Ez az ő esetében a P–51 Mustang második világháborús amerikai vadászgép.

## A szereplő ismertetése

### Kapcsolatai és személyisége

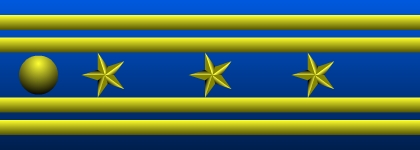
Mustang rangjelzése

Látszólag arrogáns és manipulatív személyiség. Valójában azonban Mustang intelligens és alkalmazkodó, ennek köszönhetően pedig mindig ellenfelei előtt jár egy lépéssel. Az Amestris keleti felét felügyelő Keleti Parancsnokságon dolgozik, és Edward Elric állami alkimista felettese. Mint a parancsnokságon dolgozó tisztnek, igen kevés beosztottja van. Ezek Riza Hawkeye főhadnagy, Jean Havoc hadnagy, Heymans Breda hadnagy, Kain Fuery törzsőrmester és Vato Falman altiszt.
A sorozat elején mint könyörtelen karrieristaként jelenik meg, a manga bónuszfejezeteinek egyikében, ahol Edward Elric-kel párbajozik, az eseményt figyelő katonatársai a fejéhez vágják, hogy mindenkin képes átgázolni az előléptetésért. Később azonban fokozatosan kiderül, hogy egy remek parancsnok, aki sokat tesz emberei testi és lelki jólétéért. Ezt mutatja az a tény is, hogy amikor Tim Marcoh doktor felajánlja neki, hogy meggyógyítja a bölcsek köve segítségével, először saját lebénult beosztottját, Jean Havoc-ot gyógyíttatja meg, és csak aztán fogadja el maga is a kezelést. King Bradley Führer meg is jegyzi az Apával való egyik megbeszélésen, hogy Mustang túlságosan is jószívű, ez pedig nemcsak egyik ereje, de a gyengesége is. Ezért nagy megbecsülésnek örved beosztottai körében: a sérült Havoc egyenesen azt kéri tőle, hogy dobja el, mint egy értéktelen tárgyat, ha már nem tud az ezredes hasznára lenni.
Különösen szoros kapcsolata van Riza Hawkeye főhadnaggyal mindegyik feldolgozásban. A mangában ez akkor fejeződik ki a legjobban, amikor Buja elmondja a hármas labor alagsorában Rizának, hogy már végzett Mustanggal, amire ő három tárat kilő rá, majd sírva a földre rogy. Később Mustang meg is szidja, amiért az érzelmei vezérelték a nőt. Mustang csak Rizának tudja valódi érzelmeit kimutatni, így csak őneki beszél arról, hogy a valódi ok, amiért a hadsereg tagja lett az az emberek és a hazája megóvása volt. Közösen harcolták végig az ishvali háborút, és Riza később az ezredes adjutánsa lett. Ekkor mondja azt neki Mustang, hogy ha letérne arról az útról, amelyet kijelölt magának, akkor nyugodtan lője hátba őt.
Bár az ishvali háború egyik hőse, az emlékek kísértik, és bűntudat gyötri azokért a civilekért, akiknek elvette az életét. Ennek érdekében elhatározta, hogy a lehető legmagasabb rangig viszi a hadseregben, hogy ne kelljen a feljebbvalóinak engedelmeskednie, és többet ne kelljen értelmetlen parancsokat teljesítenie. Az első animefeldolgozásban ő ölte meg Winry Rockbell szüleit a felettesei parancsára, mert azok segítettek az ishvali sebesülteken is, és ezért állandó bűntudata van, akárhányszor a lányt látja.

### Megjelenései

#### Manga és Testvériség

Mustang a manga 4. fejezetében

Roy Mustang a Fullmetal Alchemistben az Amestrisi Hadsereg tagja, mint állami alkimista és Edward Elric felettese. Transzmutációs körökkel ellátott kesztyűi vannak, amelyek segítségével képes egy csettintéssel tüzet gyújtani és azt kedve szerint használni és formálni. Bár többször utalnak rá, hogy ez vizes kesztyűvel nem működik, addig tudja használni a képességét, amíg valahogy tűzhöz tud jutni (például egy öngyújtóval). Legjobb barátja, Maes Hughes alezredes halála után titokban nyomozni kezd az incidens után, annak ellenére, hogy a hadsereg Maria Ross elítélése után lezárja az ügyet. A nő ártatlanságában bízva megrendezi annak halálát és segít neki kijutni az országból. Egy katonai laboratóriumba történő betörés során megöli Buját, az egyik homunkuluszt, akit az ő megfigyelésére és beosztottjainak megölésére küldtek. Sebeiből felgyógyulva megtudja, hogy King Bradley Führer is egy homunkulusz és megpróbálja ezt a katonai vezetésnek is elmondani.
Emiatt elveszti beosztottjait, akiket Amestris távoli részeibe vezényelnek és Bradley a saját parancsnoksága alá helyezi Hawkeye-t. Később Olivier Armstrong vezérőrnagygyal, az északi erők parancsnokával lép szövetségre, és egyéb katonai egységekkel közösen eltervezik a középső régió megtámadását. Ezután ismét találkozik beosztottjaival, akikkel közösen kezd bele az akcióba Bradley távollétében. Később harcba száll az Irigy nevű homunkulusszal, miután megtudja, hogy ő Hughes gyilkosa és a dühe erejével könnyedén legyőzi. Amikor arra készül, hogy megölje őt, Hawkeye meggyőzi, hogy ne tegye, nehogy a bosszúszomja eleméssze. Mustangot ezután újabb homunkuluszok támadják meg, akik arra kényszerítik, hogy kinyissa a Kaput, így az ötödik emberáldozattá válik, aki a vezetőjük "feltámasztásához" kell. Emiatt elveszíti a látását, azonban tovább folytatja a harcot, Hawkeye segítségével, aki irányítja a támadásait. A csata végén megérkezik egykori bajtársa, Tim Marcoh, akinél ott van a Bölcsek Köve és felajánlja, hogy visszaadja a látását, ha részt vesz Ishval újjáépítésében. Mustang ezt elfogadja és látása visszanyerése után dandártábornokként a keleti területek parancsnoka lesz.

#### Első animefeldolgozás
Hivatalos bemutatása az "Anya" című epizódban történik meg, de már előtte is szerepel, rögtön az első részben. Az anime elején a keleti főparancsnokságon tartózkodik és Hughes halála után tér csak vissza a fővárosba. Amikor Elricéket üldözi megtudja, hogy a Führer is homunkulusz és megpróbálja leleplezni őt a hadsereg vezetése előtt, leleplezve az igazat titkárnőjéről, Juliet Douglasről. Bradley egy hadjárat vezetésével bízza meg, hogy ott megölethesse, azonban Mustang titokban a fővárosban marad, hogy megbosszulja barátja halálát és fegyversen betör a Führer rezidenciájára. Mustang képtelen legyőzni őt, azonban amikor fia, Selim akaratlanul leviszi annak az embernek a koponyáját, akiből Bradley készült, a Führer meggyengül és Mustang megöli őt. Amikor megpróbál elmenekülni, a mániákus Frank Archer támadja meg és lelövi. A helyzetből Hawkeye menti meg, aki megöli Archert.
A Shamballa hódítója filmben a történet ott folytatódik, ahol az anime abbamaradt. Mustang lemond a rangjáról, és egyszerű katonaként szolgál tovább egy eldugott előörsön. Nem használt alkímiát a Bradley-vel való párbaja óta, mert azt állítja: még mindig látja azokat az embereket akiket megölt – a megvakult bal szemében. Amikor a fővárost a túlsó világból érkező léghajók támadják meg, átveszi a parancsnokságot és megszervezi a védelmet. Régi harcostársával, Alex Louis Armstronggal egy hőlégballon segítségével el tudják érni a támadó léghajókat és itt újra találkozik az Elric testvérekkel, akiknek segít bejutni az egyik léghajóra. A film végén ő semmisíti meg a kapu egyik oldalát.

#### További megjelenései
A mangán és az animén kívül Mustang az OVA-k többségében is megjelenik, amik az első anime és a film omakei. A sorozatból készült negyedik light novelben, a Fullmetal Alchemist: Under the Faraway Sky-ban, melyet Makoto Inoue írt, Mustang, Armstrong és Hughes szabadságuk alatt egy olyan falut találnak, ahol csak gyerekek élnek. A következő fejezetben is megjelenik Mustang, aki egy kiméra ügyet vizsgál ki. A videójátékokban általában az Elric fivérek Bölcsek Köve utáni nyomozását segítő szereplőként jelenik meg. A Fullmetal Alchemist Trading Card Game több kártyáján is megjelenik. Szerepel a sorozat alapján készített második karakter CD-n is, melyet 2004. december 15-én adtak ki Hagaren Song File – Roy Mustang címmel.
A 2017-es élőszereplős mozifilmben Dean Fujioka alakítja.

### Képességei és készségei
Roy erős alkimista a saját világában. Kesztyűit transzmutációs körök ékesítik, a szövet különleges anyaga pedig segít az ujjaival akár csettintéssel szikrát csiholni. Alkímián keresztül tudja módosítani az oxigént a közvetlen környezete atmoszférájában, így képes lángot gyújtani, amit aztán akaratával irányíthat. Az ishvali háború alatt Mustang egy hamis Bölcsek Kövét hordott a gyűrűjében, ami megnövelte hatalmát és képessé tette egész városrészek megsemmisítésére egyetlen robbantással. A háború manga verziójában nem rendelkezett ilyen ékszerrel, és alkímiáját főleg lövészárkok megtisztítására használta.
A Láng- és az Erőskar (Alex-Louis Armstrong) Alkimista közös támadást is kifejlesztett; ilyenkor az Armstrong által létrehozott tárgyakat Roy lángra lobbantja. Mustang ereje esős napokon gyakran hasznavehetetlen. Mikor a kesztyűi benedvesednek, nem tud szikrát csiholni, amit egy alkalommal Jean Havoc meg is jegyzett. Roy másik gyengeségét King Bradley fedte fel. Míg harcoltak Bradley a kardját állandó mozgásban tartotta, amivel folyamatosan megszakította a levegő áramlását, így megnehezítette, hogy Mustang szokása szerint kezelje az oxigént. Mindezen felül Bradley kijelentette, hogy a Mindent Látó Szeme érzékeli a munkában lévő alkímiáját.

## Kritikák és a szereplő megítélése

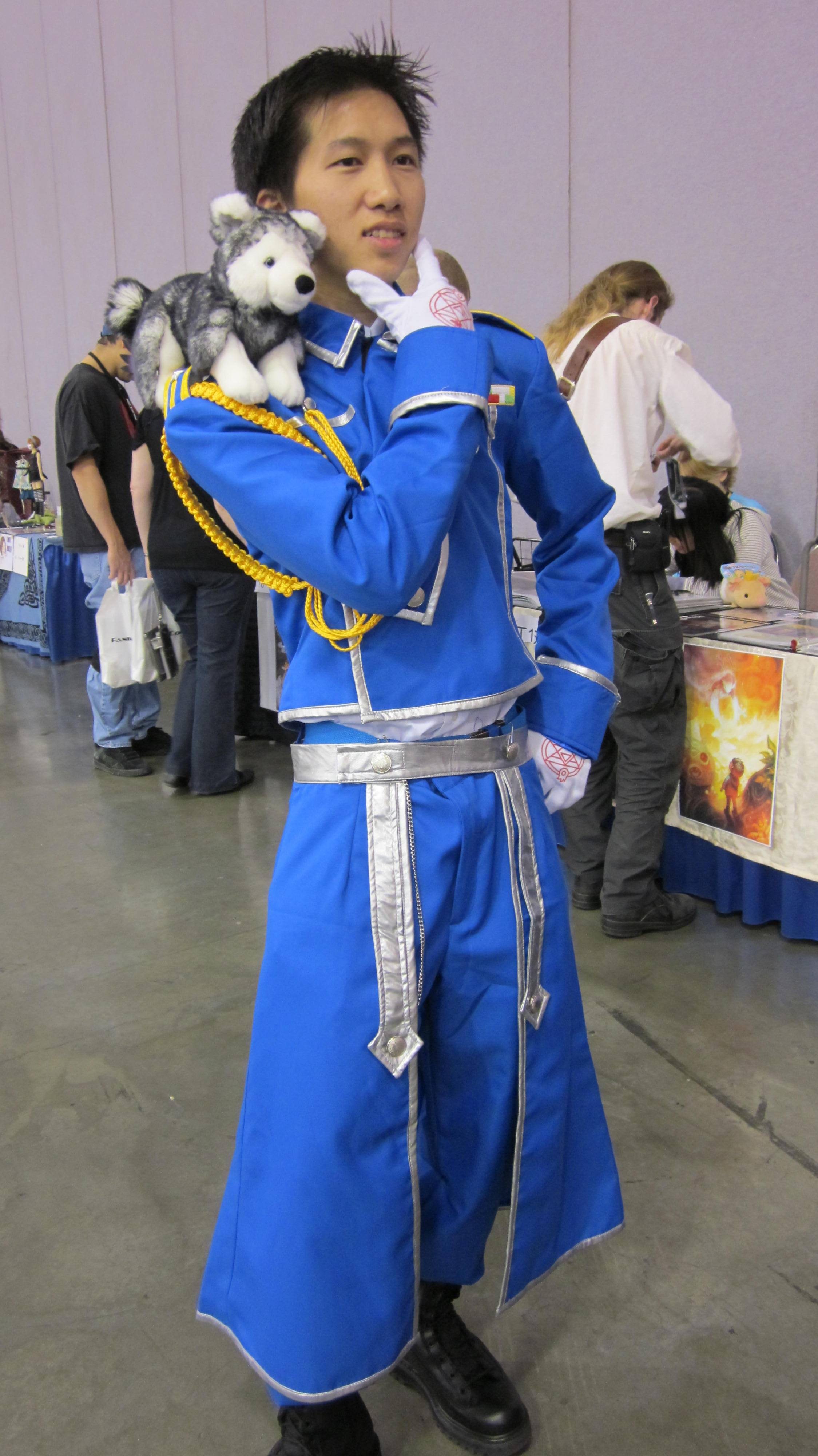
Egy Mustangot alakító cosplayes a San Jose-i FanimeConon

2007 januárjában az Oricon szavazást tartott arról, hogy a japán rajongók mely anime és mangaszereplőkkel szeretnének látni egy spin-off sorozatot, bármely sorozatból választva. A „Men’s choices” kategóriában Mustang a hatodik helyen végzett. A Newtype magazin 2009. júliusi számában lévő felmérésen Mustang a hatodik helyen végzett a legjobb férfi animeszereplők között. Az augusztusi számban a 8. helyre esett vissza. 2010-ben a magazinban a 11. helyre jutott be a 2000-es évek legnépszerűbb férfi animeszereplői kategóriában. Szintén előkelő helyezéseket ért el az Animage Anime Grand Prix szavazásain a legjobb férfi animeszereplő kategóriában. A második helyen végzett a Gekkan Sónen Gangan által kiadott sorozatok népszerűségi szavazásain, és csak Edward Elric tudta megelőzni. Népszerűségét egyéb termékek piacra dobásával is kihasználják, így például figurák, kulcstartók és cosplayhez való kesztyűk készítésével. Miki Sinicsiró, Mustang szinkronhangja a Testvériségben a negyedik Seiyu Awardson megkapta a Legjobb férfi mellékszereplő díját Mustang és a Mobile Suit Gundam 00 Lockon Stratosának alakításáért.
A mangáról, animéről és a többi médiáról szóló publikációk kommentálták Mustang személyiségét is. A Manga Life az első fejezetről szóló áttekintésben megjegyezte, hogy személyisége jóval komolyabb a mangában, mint az animében. Az első animefeldolgozás utolsó részéről a Mania Entertainmentnél megjelent ismertetőben Lori Lancaster kifejtette, hogy tetszik neki Edward és Mustang kapcsolata, habár sosem viselkednek barátian, Mustang általában azért hazudik az Elric fivéreknek, hogy megvédje őket, és így Lancaster szerint valójában igen hasonló a személyiségük. Az ugyanennél az oldalnál publikáló Sakura Eries szerint Mustang „minden babért learat” a 10. fejezetben, és dicsérte harci képességeit a Bujával és Falánkkal való összecsapásban. Ebben a fejezetben kiderült, hogy Maria Ross valójában életben van, amiért dicsérte a szereplő vezetői képességeit és visszavonta korábbi kritikáit, amiket akkor tett, mikor még azt hitte, hogy az ezredes megölte a nőt. Ezeket a mellékcselekményeket IGN-nél író D. F. Smith úgy kommentálta, hogy sokkal jobban engedik kibontakozni Mustang személyiségét, mint az első feldolgozás, ahol jóval kevesebb szereplési lehetőséget kapott. Lydia Hojnacki a PopCultureShocktól Mustang személyiségét azon okok egyikeként említette, amiért szereti ezt a sorozatot.